# Rasmus Lerdorf
Rasmus Lerdorf (* 22. listopadu 1968 Qeqertarsuaq, Grónsko) je dánsko-kanadský programátor, který vytvořil první verzi webově orientovaného programovacího jazyka PHP. Rasmus také pokračoval s kolegy Andi Gutmansem a Zeevem Suraskim na vývoji dalších verzí tohoto jazyka.
V roce 1993 dokončil University of Waterloo. Od roku 2002 byl zaměstnán u firmy Yahoo! Inc.